# 白鳥前駅
白鳥前駅（しろとりまええき）は、徳島県名西郡石井町白鳥に存在した鉄道省（国鉄）徳島本線の駅である。

## 歴史
- 1934年（昭和9年）9月20日：ガソリン動車用の駅として同線の鮎喰駅、下浦駅、麻植塚駅および小松島線（現在の牟岐線）丈六駅、富田浦駅と共に開設[1][2]。
- 1940年（昭和15年）8月1日：同時に開設された5駅と共に営業廃止[2]。

## 駅周辺
- 白鳥神社[3]

## 現況
- 徳島線（よしの川ブルーライン）の路線となっていて旧駅舎はない

## 隣の駅
鉄道省（国鉄）
徳島線
石井駅 - 白鳥前駅 - 府中駅